# 埃利諾拉 (密蘇里州)
埃利諾拉（英語：Ellenorah）是位於美國密蘇里州金特里縣的鬼鎮。

## 歷史
埃利諾拉的郵局於1865年設立，其後於1898年停運。

## 地理
埃利諾拉所處的海拔為高於海平面281米（即922英呎），而該地所採用的時區為UTC-6，即北美中部時區（CST）。同時該地設有夏令時間，為UTC-6調快一小時，即UTC-5（CDT）。